# جی. آی. جو: تلافی
جی. آی. جو: تلافی (به انگلیسی: G.I. Joe: Retaliation) فیلمی محصول سال ۲۰۱۳ به کارگردانی جان ام.چو است. از بازیگران این فیلم می‌توان به بروس ویلیس، دوئین جانسون، دی.جی.کوترانا، چنینگ تیتوم، آدریان پالیکی، مارلون وینس، ری استیونسون، والتون گوگینس، ری پارک، جاناتان پرایس و لی بیونگ-هان اشاره کرد. این فیلم دنباله فیلم
جی.آی.جو: ظهور کبرا است.
در ژوئیه ۲۰۲۱ قسمت سوم اکران شد.

## داستان
گروه جی.آی. جو پس از مبارزه با اخلال گران امنیت جهانی، اینبار به جرم اقدام علیه امنیت ملی، با دستور مستقیم رئیس‌جمهور به جهت انهدام گروه مواجه می‌شوند. اما بازماندگان این جریان پی به اتفاقات پشت پرده ای می‌برند که بوی خیانت و دسیسه از آن به مشام می‌رسد.